# Guillermo fitz Ranulf
Guillermo fitz Ranulf también William le Meschin (c. 1072-1130) fue un noble caballero anglonormando, señor de Copland. Era hijo de Ranulfo de Briquessart y de Maud [Matilde] d'Avranches, hija de Richard Goz. Participó en la primera cruzada y estuvo presente en el asedio de Nicea en 1097; a su regresó recibió propiedades de Enrique I de Inglaterra y por su matrimonio con Cecilia de Rumilly. Fue castellano y responsable de la construcción de las principales partes  del castillo de Egremont.
Meschin recibió Gilsland (cerca de Carlisle) de su hermano Ranulf le Meschin para proteger los accesos a Carlisle en Cumberland. Debido a los constantes ataques de los escoceses, Guillermo no pudo conservarla. En compensación, el rey Enrique I de Inglaterra le otorgó tierras en los alrededores de Allerdale, en Cumberland que formaban parte de la baronía feudal de Egremont. A través de su esposa, adquirió el señorío o baronía de Skipton. Además de estas tierras, Meschin también recibió propiedades en Leicestershire, algunas de las cuales anteriormente habían sido tierras de Roger de Busli. También poseía otras propiedades en Leicestershire que pertenecieron previamente a Durand Malet y William Blund, según el Libro Domesday, así como tierras en Lincolnshire y Cheshire como feudatario de su hermano. Guillermo y su esposa fundaron dos centros religiosos al mismo tiempo: el priorato de Embsay (1120-1121), y el Priorato de St Bees (1120), una casa filial de la Abadía de Santa María de York.

## Herencia
Se casó con Cecilia de Rumilly (de Romilly, c. 1096-1151), hija de Robert de Romille, señor de Skipton. Fruto de esa relación nacieron varios hijos:
- Avice de Copeland de Rumilly, Lady of Harewood (c. 1105-1187). Se casó tres veces con William II de Courcy (m. 1130); William Paynel, y Walter de Percy Rugemond (c. 1090-1153);
- Maud de Rumilly (c. 1116-1190). Fue esposa de Hugh de Mortimer, señor de Wigmore (c. 1125-1181) y Phillip de Belmeis (c. 1110-1151);
- Ranulf de Meschines, murió sin descendencia. Su heredad pasó a su hermana Avice.[4]